# Хрисаорейский союз
Хрисаоре́йский союз — объединение карийских городов в античной Анатолии. Название происходит от имени Зевса Хрисаорея (др.-греч. Χρυσαορεύς — «с золотым мечом»), культ которого был широко распространён на территории Карии.
Союз образовался в начале правления Селевкидов — в конце IV века до н. э. — и существовал около 100 лет до конца III века до н. э.. Центром союза являлся Хрисаориум, расположенный недалеко от Стратоникеи. Здесь находилось святилище Зевса Хрисаорея — общее для всех карийцев, где происходили регулярные собрания представителей городов на которых обсуждались вопросы совместной защиты и торговли.
В состав союза входили города:
- Стратоникея,
- Миляс,
- Алабанда,
- Алинда,
- Кавн,
- Керам[англ.].